# Sydney Lucas
Sydney Lucas, né le 21 septembre 1900 à Leicester (Angleterre) et mort le 4 novembre 2008 à Rosebud (Australie), est l'un des derniers vétérans anglais de la Grande guerre.
Il est engagé en août 1918, mais ne participe pas au combat, étant encore en formation le 11 novembre 1918. Il immigre en Australie en 1928. Réengagé pendant la Seconde Guerre mondiale (au sein de l'armée australienne), il échappe au combat pour la seconde fois, cette fois à cause d'un problème de santé.